# Idioma sindi
El sindi (en alfabeto árabe: سنڌي, en devánagari: सिन्धी, transliteración: sindhī) es la lengua de la provincia pakistaní de Sind, en el sur de Asia. Pertenece al subgrupo de las lenguas indoarias (del grupo de las lenguas indoiranias de la familia indoeuropea). Según Ethnologue es hablado por 18,5 millones de personas en Pakistán y 1,7 millones en la India, siendo el segundo idioma más utilizado en Pakistán. Según la Encyclopedia Britannica (artículo de 2014), hay 23 millones de hablantes en Pakistán y 2,5 millones en la India. Pese a ser un idioma indoiranio, tiene fuertes influencias de las lenguas drávidas.
El alfabeto utilizado para su escritura es un alfabeto árabe modificado; sin embargo, también se utiliza el alfabeto devanagari, especialmente en la India. El sindi en alfabeto devanagari es menos común pero más fácil de aprender para los indios que ya pueden escribir en hindi, idioma que también utiliza el alfabeto devanagari. En Pakistán el alfabeto utilizado por el urdu, idioma oficial del país, es el alfabeto persoárabe, y el devanagari no es utilizado en absoluto, por lo que los pakistaníes que hablan sindi siempre utilizan el alfabeto persoárabe modificado.

## Estatus y uso

La proporción de personas con sindi como su lengua materna en cada distrito paquistaní según el censo del 2017.

El Gobierno de India ha legislado que el sindi es un idioma de Rajastán, India, por lo que los estudiantes aprenden sindi. El sindi también es un idioma de minorías prominente en el estado indio de Rajastán.
Antes de la creación del Pakistán, el sindhi era el idioma oficial de Sindh. 
La Asamblea de Sindh de Pakistán ha ordenado la enseñanza obligatoria de la lengua sindi en todas las escuelas privadas de Sindh. Según las normas de 2005 de las instituciones educativas privadas de Sindh Form B (Regulations and Control), "todas las instituciones educativas deben enseñar a los niños la lengua sindhi. El ministro de Educación y Alfabetización de Sindh, Syed Sardar Ali Shah y el secretario de Educación Escolar, Qazi Shahid Pervaiz, han ordenado emplear a profesores de sindhi en todas las escuelas privadas de Sindh, para que esta lengua pueda enseñarse de forma fácil y generalizada. El sindi se enseña en todas las escuelas privadas de la provincia que siguen el sistema Matric y no en las que siguen el sistema Cambridge.
Hay muchos canales de televisión en lengua sindhi que emiten en Pakistán, como Time News, KTN, Sindh TV, Awaz Television Network, Mehran TV y Dharti TV. Además, el Tribunal Superior de la India ha pedido a la cadena de televisión india Doordarshan que ponga en marcha un canal de noticias para los hablantes de sindhi en la India.

## Historia

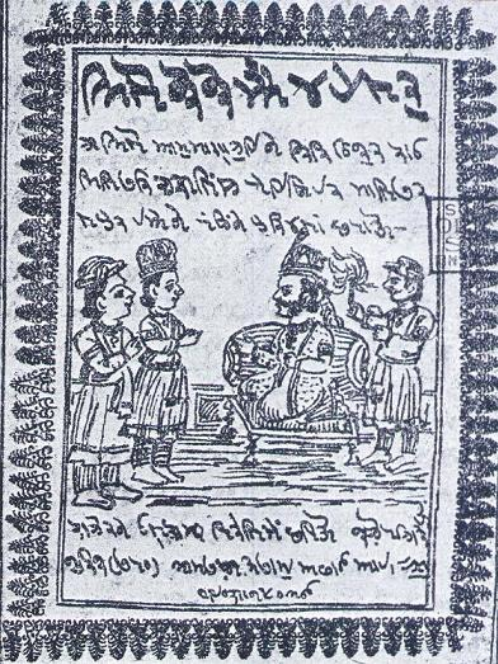
Portada de un libro que contiene la epopeya Dodo Chanesar escrita en Hatvanki Sindhi o alfabeto Khudabadi.

El nombre "Sindi" deriva de Sindhu, el nombre original del río Indo.
Al igual que otras lenguas de esta familia, el sindhi ha pasado por etapas de crecimiento indoarias antiguas (sánscrito) y medianas (pali, prakrits secundarios y apabhramsha). Eruditos occidentales del siglo XX como George Abraham Grierson creían que el sindhi descendía específicamente del dialecto Vrācaḍa del Apabhramsha (descrito por Markandeya como hablado en Sindhu-deśa) pero trabajos posteriores han demostrado que esto es poco probable. Entró en la etapa neoindoaria alrededor del siglo X DC.
Según la tradición sindhi, la primera traducción del Corán al sindhi se completó en el año 883 d. C. / 270 AH en Mansura, Sindh. La primera traducción extensa al sindhi fue realizada por Akhund Azaz Allah Muttalawi (1747-1824 d. C. / 1160-1240 AH) y se publicó por primera vez en Guyarat en 1870. El primero en aparecer impreso fue el de Muhammad Siddiq (Lahore 1867).
Cuando Sindh fue ocupada por el ejército británico y se anexionó con Bombay, el gobernador de la provincia Sir George Clerk ordenó hacer del sindhi el idioma oficial de la provincia en 1848. Sir Bartle Frere, el entonces comisionado de Sindh, emitió órdenes el 29 de agosto de 1857 aconsejando a los funcionarios de Sindh que pasaran un examen en sindhi. También ordenó que se utilizara el sindhi en todas las comunicaciones oficiales. Se introdujo en Sindh un sistema educativo de siete grados, conocido comúnmente como Sindhi-Final. El sindhi final se convirtió en un requisito previo para el empleo en los departamentos de ingresos, policía y educación.
En 1868, la Presidencia de Bombay encargó a Narayan Jagannath Vaidya que sustituyera el abjad utilizado para el sindhi, por el alfabeto khudabadi. La Presidencia de Bombay decretó el alfabeto estándar, incitando así la anarquía en la región de mayoría musulmana. Se produjeron fuertes disturbios, tras los cuales las autoridades británicas impusieron doce leyes marciales.

## Dialectos
Los dialectos del sindhi incluyen el siroli, el vicholi, el lari, el lasi, el kathiawari kachhi, el thari o thareli, el macharia, el dukslinu y el sindhi musulmán. El dialecto "Siroli o Siraiki" del norte de Sindh es distinto de la lengua Saraiki del sur del Punjab y ha sido tratada en varias ocasiones como un dialecto del mismo, o como un dialecto del sindhi. Los dialectos sindhi anteriormente conocidos como "Siraiki" se denominan hoy en día más comúnmente "Siroli".

## Sistemas de escritura
Los primeros registros atestiguados en sindhi son del siglo XV.
Antes de la estandarización de la ortografía sindhi, se utilizaban numerosas formas de escritura Devanagari y Lunda (Laṇḍā) para el comercio. Para fines literarios y religiosos, una escritura perso-árabe desarrollada por Abul-Hasan as-Sindi y Gurmukhi (un subconjunto de Laṇḍā). Otras dos escrituras, Khudabadi y Shikarpuri, fueron reformas de la escritura Landa. Durante el dominio británico a finales del siglo XIX, la escritura perso-árabe fue decretada como estándar sobre el devanagari.
La literatura devocional medieval sindhi (1500-1843) comprende la poesía sufí y la poesía vedanta advaita. La literatura sindhi floreció durante el periodo moderno (desde 1843), aunque la lengua y el estilo literario de los escritos sindhi contemporáneos en Pakistán y la India divergían notablemente a finales del siglo XX; los autores del primer país tomaban mucho del urdu, mientras que los del segundo estaban muy influidos por el hindi.

### Alfabeto Laṇḍā
Los alfabetos basados en laṇḍā, tales como el gurmukhi, khojki y el khudabadi han sido utilizados históricamente para escribir sindi.

#### Khudabadi
El alfabeto Khudabadi fue inventado en el año 1550, y fue utilizado junto con otrso alfabetos por la comunidad hindú hasta la era colonial, cuando se legisló que únicamente se utilizaría para fines oficiales el alfabeto árabe.
El alfabeto continuó siendo utilizado en menor medida por la comunidad de comerciantes hasta la Partición de la India en 1947.
| ə | a  | ɪ | i | ʊ | uː | e | ɛ  | o | ɔ |
|   |    |   |   |   |    |   |    |   |   |
| k | kʰ |   | ɡ | ɠ |    |   | ɡʱ |   | ŋ |
|   |    |   |   |   |    |   |    |   |   |
| c | cʰ |   | ɟ | ʄ |    |   | ɟʱ |   | ɲ |
|   |    |   |   |   |    |   |    |   |   |
| ʈ | ʈʰ |   | ɖ | ɗ |    |   | ɽ  | ṛ | ɳ |
|   |    |   |   |   |    |   |    |   |   |
| t | tʰ |   | d |   |    |   | dʱ |   | n |
|   |    |   |   |   |    |   |    |   |   |
| p | pʰ | f | b | ɓ |    |   | bʱ |   | m |
|   |    |   |   |   |    |   |    |   |   |
| j | r  | l | ʋ |   |    |   |    |   |   |
|   |    |   |   |   |    |   |    |   |   |
| ʂ |    | s | h |   |    |   |    |   |   |

#### Khojki
El alfabeto khojki fue empleado principalmente para registrar la literatura religiosa musulmana chiita ismailí, como también la literatura de unas pocas sectas secretas de musulmanes chiitas.

#### Gurmukhi
El Gurmukhi también se usó para escribir el sindhi, sobre todo por hinduistas en la India.

### Alfabeto persa-árabe
Durante el dominio inglés de la India, se adoptó una variante del alfabeto persa para el Sindhi en el siglo XIX. El alfabeto es utilizado en la actualidad en Pakistán. Tiene un total de 52 letras, aumentando el persa con dígrafos y 18 letras adicionales (ڄ ٺ ٽ ٿ ڀ ٻ ڙ ڍ ڊ ڏ ڌ ڇ ڃ ڦ ڻ ڱ ڳ ڪ) para sonidos particulares del sindi y otras lenguas indo-arias. Algunas letras que se distinguen en árabe o persa son homofonas en sindi.

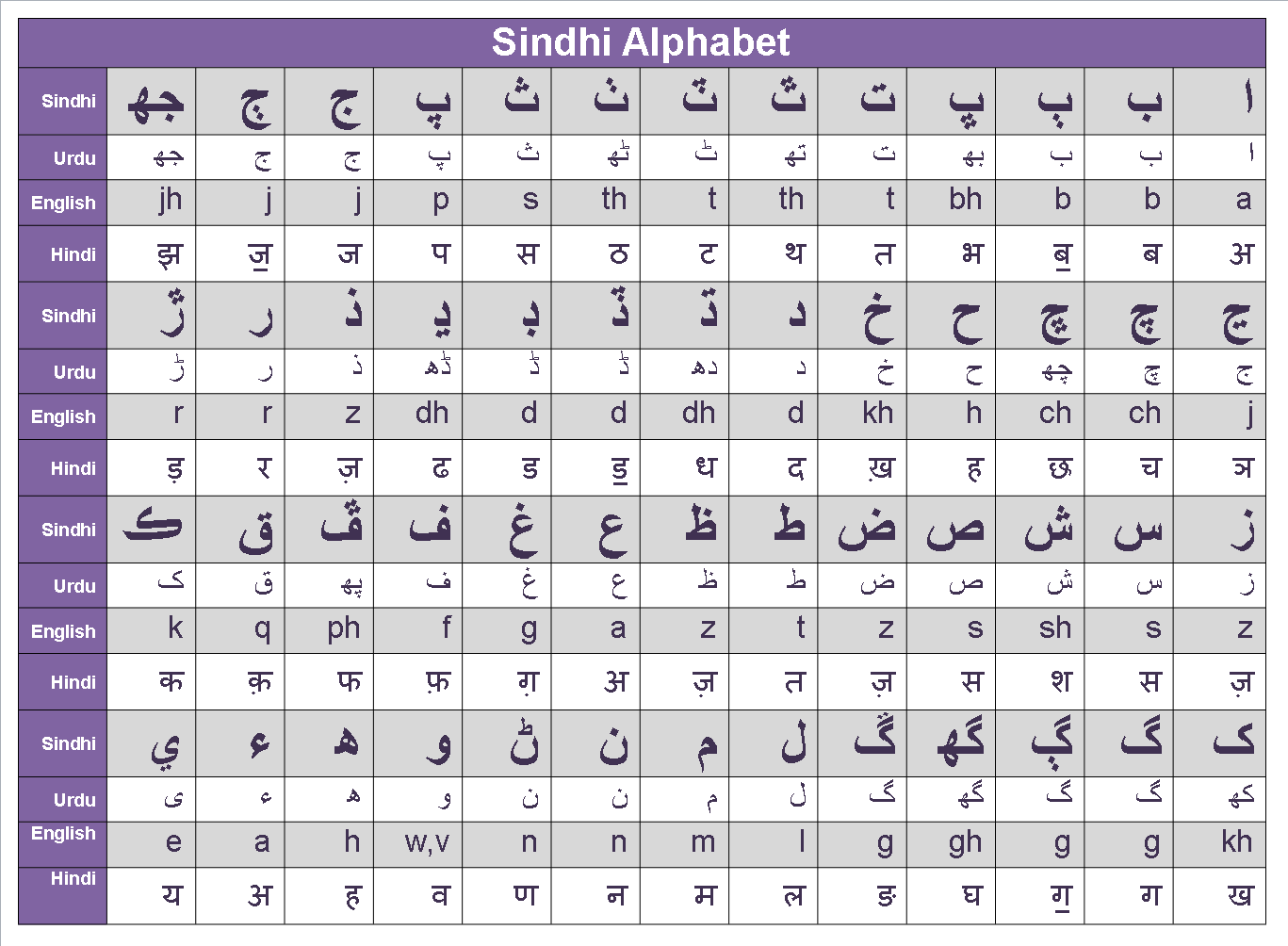
Farsi (perso-Arabic) or Shikarpuri Sindhi.

| جھ   | ڄ   | ج  | پ            | ث | ٺ            | ٽ  | ٿ  | ت | ڀ  | ٻ  | ب | ا      |
| ---- | --- | -- | ------------ | - | ------------ | -- | -- | - | -- | -- | - | ------ |
| ɟʱ   | ʄ   | ɟ  | p            | s | ʈʰ           | ʈ  | tʰ | t | bʱ | ɓ  | b | ɑː ʔ ∅ |
| ڙ    | ر   | ذ  | ڍ            | ڊ | ڏ            | ڌ  | د  | خ | ح  | ڇ  | چ | ڃ      |
| ɽ    | r   | z  | ɖʱ           | ɖ | ɗ            | dʱ | d  | x | h  | cʰ | c | ɲ      |
| ڪ    | ق   | ڦ  | ف            | غ | ع            | ظ  | ط  | ض | ص  | ش  | س | ز      |
| k    | q   | pʰ | f            | ɣ | ɑː oː eː ʔ ∅ | z  | t  | z | s  | ʂ  | s | z      |
| ي    | ء   | ھ  | و            | ڻ | ن            | م  | ل  | ڱ | گھ | ڳ  | گ | ک      |
| j iː | ʔ ∅ | h  | ʋ ʊ oː ɔː uː | ɳ | n            | m  | l  | ŋ | ɡʱ | ɠ  | ɡ | kʰ     |

### Alfabeto Devanagari
En India, el alfabeto Devanagari también es utilizada para escribir Sindhi. Una versión moderna fue desarrollada por el gobierno de la India en 1948; sin embargo, no tuvo gran aceptación, por lo que los sistemas de escritura sindi-árabe y el Devanagari son usados. En India, una persona puede escribir un texto en lengua sindi para su Examen de los Servicios Civiles. Las barras diacríticas debajo de una letra se utilizan para marcar consonantes implosivas, y los puntos denominados nukta son utilizados para formar otras consonantes adicionales.
| अ | आ  | इ | ई | उ | ऊ  | ए | ऐ  | ओ  | औ |
| - | -- | - | - | - | -- | - | -- | -- | - |
| ə | a  | ɪ | i | ʊ | uː | e | ɛ  | o  | ɔ |
| क | ख  | ख़ | ग | ॻ | ग़  |   | घ  |    | ङ |
| k | kʰ | x | ɡ | ɠ | ɣ  |   | ɡʱ |    | ŋ |
| च | छ  |   | ज | ॼ | ज़  |   | झ  |    | ञ |
| c | cʰ |   | ɟ | ʄ | z  |   | ɟʱ |    | ɲ |
| ट | ठ  |   | ड | ॾ | ड़  |   | ढ  | ढ़  | ण |
| ʈ | ʈʰ |   | ɖ | ɗ | ɽ  |   | ɖʱ | ɽʱ | ɳ |
| त | थ  |   | द |   |    |   | ध  |    | न |
| t | tʰ |   | d |   |    |   | dʱ |    | n |
| प | फ  | फ़ | ब | ॿ |    |   | भ  |    | म |
| p | pʰ | f | b | ɓ |    |   | bʱ |    | m |
| य | र  | ल | व |   |    |   |    |    |   |
| j | r  | l | ʋ |   |    |   |    |    |   |
| श | ष  | स | ह |   |    |   |    |    |   |
| ʂ | ʂ  | s | h |   |    |   |    |    |   |

### Alfabeto Gujarati
El alfabeto Gujarati es utilizada para escribir el idioam Kutchi en India.

### Sindi romano
El alfabeto sindi-romano es el sistema contemporáneo de sindi utilizado comúnmente por los Sindhis para enviar mensajes en sus teléfonos móviles.